# Give Them a Chance
Pour plus de détails, voir Fiche technique et Distribution.
Give Them a Chance (給他們一個機會, Gei ta men yi ge ji hui) est un film dramatique hongkongais écrit et réalisé par Herman Yau et sorti en 2003 à Hong Kong.

## Synopsis
Sam (Andy Hui), un réalisateur de film d'action, a toujours voulu être danseur. Il intègre un groupe de danseurs hip-hop pratiquant devant le centre culturel de Hong Kong. Son frère Jack (Osman Hung (en)) enseigne la danse à de jeunes délinquants après avoir vu ses rêves brisés lorsqu'il s'est cassé la jambe pendant une chorégraphie pour un film de son frère.

## Fiche technique
- Titre original : 給他們一個機會
- Titre international : Give Them a Chance
- Réalisation : Herman Yau
- Scénario : Herman Yau
- Musique : Mark Lui (en)
- Production : Ng Kin-hung et Wong Ming-Sing
- Société de production : Teamwork Motion Pictures, Buddy Film Creative Workshop et Film Creator Prod
- Société de distribution : Teamwork Motion Pictures
- Pays d'origine :  Hong Kong
- Langue originale : cantonais
- Format : couleur
- Genre : drame
- Durée : 98 minutes
- Dates de sortie :
  -  Hong Kong : 8 mai 2003

## Distribution
- Andy Hui : Sam
- Ellis Tang : Money
- Jonathan Cheung (en) : Jim Kawada
- Wong Ka-lun : Durian
- Kwok Ho-tung : Kenny
- Osman Hung (en) : Jack
- Eddie Pang : Kelvin Kam
- Stephanie Che : Pearl
- Ronald Cheng (en) : un chef des triades
- Emotion Cheung : Oxford
- Joe Cheung : lui-même
- Andy Lau : lui-même